# سويز بيتز
سويز بيتس (Swizz Beatz)اسمه الأصلي قاسم دين منتج موسيقي ودي جي Dj ومغني راب أمريكي
ولد في 13 أيلول سبتمبر 1978
عمل مع مغنيي هيب هوب وآر اند بي مثل باو واو وليل وين وبستا رايمز وجي-زي أعماله منافسة عالمياً وحصل على العديد من الجوائز العالمية

## حياته الشخصية
يعتنق قاسم الديانة الإسلاميةتزوج في صيف 2010 بالمغنية الأمريكية آليشيا كيز لديه منها ولد واحد :ايجيبت (مصر) داوود دين الذي ولد في 14 تشرين الأول نوفمير 2010 وقد اختار الاثنان هذا الاسم لابنهما لاعجابهما بالحضارة المصرية.
كماأن سويز لديه 3 أولاد من علاقات سابقة :
صبيان :
الأمير ناصر (ولد في ديسمبر كانون الأول 2000)
قاسم دين الابن (ولد في ديسمبر كانون الأول 2006)
بنت واحدة :
نيكول (ولدت في شهر حزيران مايو 2008)

## روابط خارجية
- سويز بيتز على موقع IMDb (الإنجليزية)
- سويز بيتز على موقع ميوزك برينز (الإنجليزية)
- سويز بيتز على موقع ميوزك برينز (الإنجليزية)
- سويز بيتز على موقع رولينغ ستون (الإنجليزية)
- سويز بيتز على موقع إن إن دي بي (الإنجليزية)
- سويز بيتز على موقع أول ميوزيك (الإنجليزية)
- سويز بيتز على موقع ديسكوغز (الإنجليزية)
- سويز بيتز على موقع ديسكوغز (الإنجليزية)
- سويز بيتز على موقع قاعدة بيانات الفيلم (الإنجليزية)